# 812-й отдельный разведывательный артиллерийский дивизион (1-го формирования)
812-й отдельный  разведывательный артиллерийский дивизион Резерва Главного Командования — воинское формирование Вооружённых Сил СССР, принимавшее участие в Великой Отечественной войне.
Сокращённое наименование — 812-й орадн РГК.

## История
Сформирован 30 мая 1942 года в составе Донского фронта.
В действующей армии с 2.08.1942 по 4.06.1944.
В ходе Великой Отечественной войны вёл артиллерийскую разведку в интересах артиллерии объединений Донского фронта.
В декабре 1942 года , в соответствии с Приказом народного комиссара обороны  СССР. О сформировании в Резерве Ставки Верховного Главнокомандования 18 зенитных и 18 артиллерийских дивизий РГК. № 00226. 31 октября 1942 года, 812 орадн введен в состав 7-й ад.
28 июля 1943 года дивизион был выведен из состава 7-й ад и подчинён 1-й гв. армии Юго-Западного фронта.
4 июня 1944 года в соответствии с приказом НКО СССР от 16 мая 1944 года №0019, Распоряжения начальника Главного артиллерийского управления Генерального штаба РККА от 2 мая 1944 г. №ОРГ-11/515  812-й орадн обращён на укомплектование 45-й гв.  пабр 46-й армии 3-го Украинского фронта .

## Состав
до апреля 1943 года
- Штаб
- Хозяйственная часть
- батарея звуковой разведки (БЗР)
- батарея топогеодезической разведки (БТР)
- взвод оптической разведки (ВЗОР)
- фотограмметрический взвод (ФГВ)
- Артиллерийский метеорологический взвод(АМВ) (в январе 1943 года введён в состав штабной батареи УКАрт армии)
- хозяйственный взвод

с апреля 1943 года
- Штаб
- 1-я Батарея звуковой разведки(1-я БЗР)
- 2-я Батарея звуковой разведки(2-я БЗР)
- Батарея топогеодезической разведки(БТР)
- Батарея оптической разведки(БОР)
- фотограмметрический взвод (ФГВ)
- хозяйственный взвод

с октября 1943 года
- Штаб
- 1-я Батарея звуковой разведки(1-я БЗР)
- 2-я Батарея звуковой разведки(2-я БЗР)
- Батарея топогеодезической разведки(БТР)
- Взвод оптической разведки(ВЗОР)
- фотограмметрический взвод (ФГВ)
- хозяйственный взвод

## Подчинение
| Дата                | Фронт                | Армия         | Корпус | Дивизия | Бригада | Примечания |
| ------------------- | -------------------- | ------------- | ------ | ------- | ------- | ---------- |
| 2.08.42 -12.12.42г. | Донской фронт        | -             | -      | -       | -       | -          |
| 12.12.42 -30.01.43г | Юго-Западный фронт   | 1-я гв. армия | -      | 7-я ад  | -       | -          |
| 1.02.43 -1.03.43г   | Юго-Западный фронт   | 3-я гв. армия | -      | 7-я ад  | -       | -          |
| 1.03.43 -1.04.43г   | Юго-Западный фронт   | -             | -      | 7-я ад  | -       | -          |
| 1.04.43 -28.07.43г  | Юго-Западный фронт   | 1-я гв. армия | -      | 7-я ад  | -       | -          |
| 28.07.43 -20.10.43г | Юго-Западный фронт   | 12-я армия    | -      | -       | -       | -          |
| 20.10.43 -4.06.44г  | 3-й Украинский фронт | 46-я армия    | -      | -       | -       | -          |

## Командование дивизиона
Командир дивизиона
- капитан, майор, подполковник  Гунченко Александр Григорьевич
- капитан Матвеев Георгий Иванович

Начальник штаба дивизиона
- капитан Матвеев Георгий Иванович
- ст. лейтенант Эпштейн Шолом Львович

Заместитель командира дивизиона по политической части
- капитан Луцик Пётр Александрович

Помощник начальника штаба дивизиона
- ст. лейтенант Белобровко Василий Иванович

Помощник командира дивизиона по снабжению

## Командиры подразделений дивизиона
Командир  БЗР(до апреля 1943г)
- лейтенант Андрощук Алексей Васильевич
- ст. лейтенант Матвеев Георгий Иванович

Командир  БОР(до октября 1943г)
- ст. лейтенант Конарев Иван Иванович

Командир 1-й БЗР
- ст. лейтенант Гринёв Владимир Михайлович

Командир 2-й БЗР
- капитан Матвеев Георгий Иванович
- ст. лейтенант Соскин Евгений Тимофеевич

Командир БТР
- ст. лейтенант Эпштейн Шолом Львович
- ст. лейтенант Явкин Григорий Прокофьевич

Командир ВЗОР
- ст. лейтенант Гурский Александр Нестерович
- лейтенант Торлин Леонид Иванович

Командир ФГВ
- ст. лейтенант Чалек Василий Савич
- лейтенант Орлов Леонид Сеогеевич